# 奇平巴尼特
奇平巴尼特（英語：High Barnet），又稱高巴尼特，常被簡稱成巴尼特（Barnet），是英國英格蘭北倫敦巴尼特區的一個市郊集鎮，位於查令十字西北17公里、博勒姆伍德以東4.8公里、恩菲爾德以西8.4公里及波特斯巴以南5.1公里處。奇平巴尼特是倫敦地勢最高的居住區之一，當地的房屋發展主要位於一個12世紀的聚居地週邊。其中心地區高度約是130米。2011年當地人口為47,359人。
其簡稱巴尼特亦是奇平巴尼特所屬地方行政區（巴尼特區）的名稱。1965年，赫特福德郡巴尼特都市區被撤消後，奇平巴尼特就開始成為大倫敦的一部分。此外，奇平巴尼特亦是當地所屬國會選區的名字。奇平巴尼特中的「奇平」是指市集的存在。當地的市集於12世紀末建立，並持續到今日。

## 歷史
奇平巴尼特於約1070年時被記錄為 Barneto，1197年時為Barnet，1248年時為 La Barnette。三個名稱都源自古英語 bærnet，意思是「通過燃燒清理的土地」。它指的是在曾經森林茂密的地區清理土地。
在撒克遜時代，該地是一片名為Southaw的廣闊森林的一部分，屬於聖奧爾本斯修道院。「高巴尼特」原指當地的高地位置，該名稱出現在許多舊書和地圖中，大北部鐵路公司於1872年在當地啟用的火車站（現為高巴尼特站）採用了這個名稱。該地在歷史上是大北路（即現A1公路，連接了倫敦市與約克、愛丁堡）的一個公共休息點。
1199年8月23日，約翰國王向莊園領主、聖奧爾本斯的修道院長約翰·德·塞拉（John de Cella）頒發了巴尼特市場的特許狀。因此巴尼特市場已有逾820年歷史。
該地亦是 1471 年巴內特戰役的戰場（更準確地說是位於哈德利 Hadley），愛德華四世國王率領的約克派軍隊在這裡殺死了叛逆的“造王者”沃里克伯爵理查德內維爾和沃里克弟蒙塔古第一侯爵約翰內維爾。這是玫瑰戰爭中最重要的戰役之一。
它也是一個古老而著名的馬市舉辦地，押韻俚語中的 Barnet Fair 或 barnet （俚語中意思是頭髮）就是源自於該馬市。馬市的歷史可以追溯到 1588 年，當時伊麗莎白一世授予巴尼特莊園領主一項每年舉辦兩次馬市的特許權。馬市中人們會買賣馬匹及牲畜。最初巴尼特馬市於每年6月及10月舉辦。為了改善馬市的生意，馬市於1758年改為於每年的4月及9月舉辦。
巴尼特馬市實際上最主要是進行牲畜交易，馬市上的牲畜源自英國各地。泰晤士報曾於1834年的報導指出巴尼特馬市是英格蘭最大的牛隻市集，當時市集上有逾4萬隻牛。由18世紀起，巴尼特馬市亦曾舉行賽馬活動。大北部鐵路公司於1870年佔用賽馬場土地以興建火車站後，賽馬活動就被取消。1881年起，每年4月的馬市被取消。
奇平巴尼特曾經是赫特福德郡的民政教區，並於1894年起成為巴尼特都市區的一部分。1965年，該都市區被廢除，奇平巴尼特被劃入大倫敦，成為現巴尼特區的一部分。1801年，奇平巴尼特教區面積為5.8平方公里，人口為1,258人。1901年，教區面積縮減至1.5平方公里，人口為2,893人。1951年，奇平巴尼特人口為7,062人。

## 交通
巴尼特山是昔日大北路上的主要山丘。A1公路（現時大北路的替代道路）的巴尼特繞道於奇平巴尼特鎮西側經過。

### 鐵路
高巴尼特站是倫敦地鐵北線其中一個北端總站。位於東海岸主線上的新巴尼特站及奧克利公園站（Oakleigh Park）則提供每小時2班來往沼澤門站和韋林花園市的大北方列車服務。在繁忙時間，新巴尼特站亦設有每小時2班來往韋林花園市和七橡樹的泰晤士連線列車服務，並途經泰晤士連線的核心隧道，停靠法靈頓、聖潘克拉斯、芬斯伯里公園等站。
托特里奇及惠特斯通站則服務位於奇平巴尼特鎮中心西南方的富人區。

### 巴士
倫敦巴士34、107、184、234、263、307、326、383、384、389號線；學校路線606、626、634號及通宵路線N20號線均服務奇平巴尼特鎮中心。
其中倫敦巴士107號線來往埃奇韋爾站和新巴尼特站，並途經史丹摩東部、哈特福郡的埃爾斯特里和博勒姆伍德。
倫敦巴士307號線則來往巴尼特醫院及布林斯頓站（提供大盎格利亞國鐵列車服務），途經新巴尼特站、皮卡迪利線橡木林站、恩菲爾狩獵場站（提供大北方國鐵列車服務）、倫敦地上鐵李河谷線恩菲爾德鎮站和南伯里站。

## 體育
班列特足球會是當地的足球會，現時於英格蘭足球全國聯賽競賽。

## 當地相片

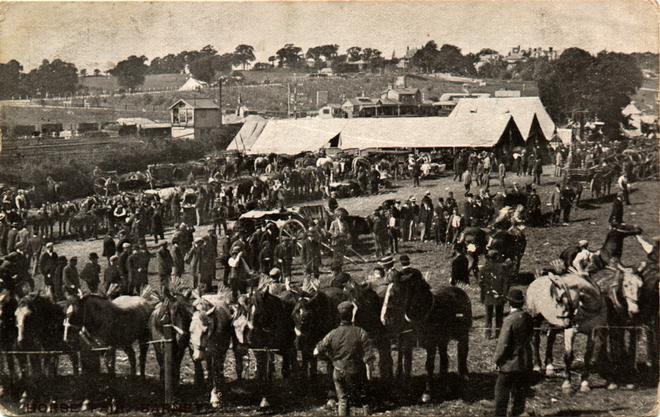
巴尼特馬市
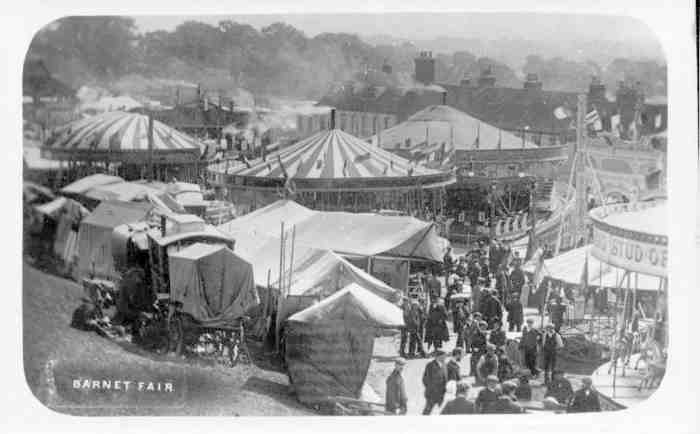
巴尼特馬市中的嘉年華
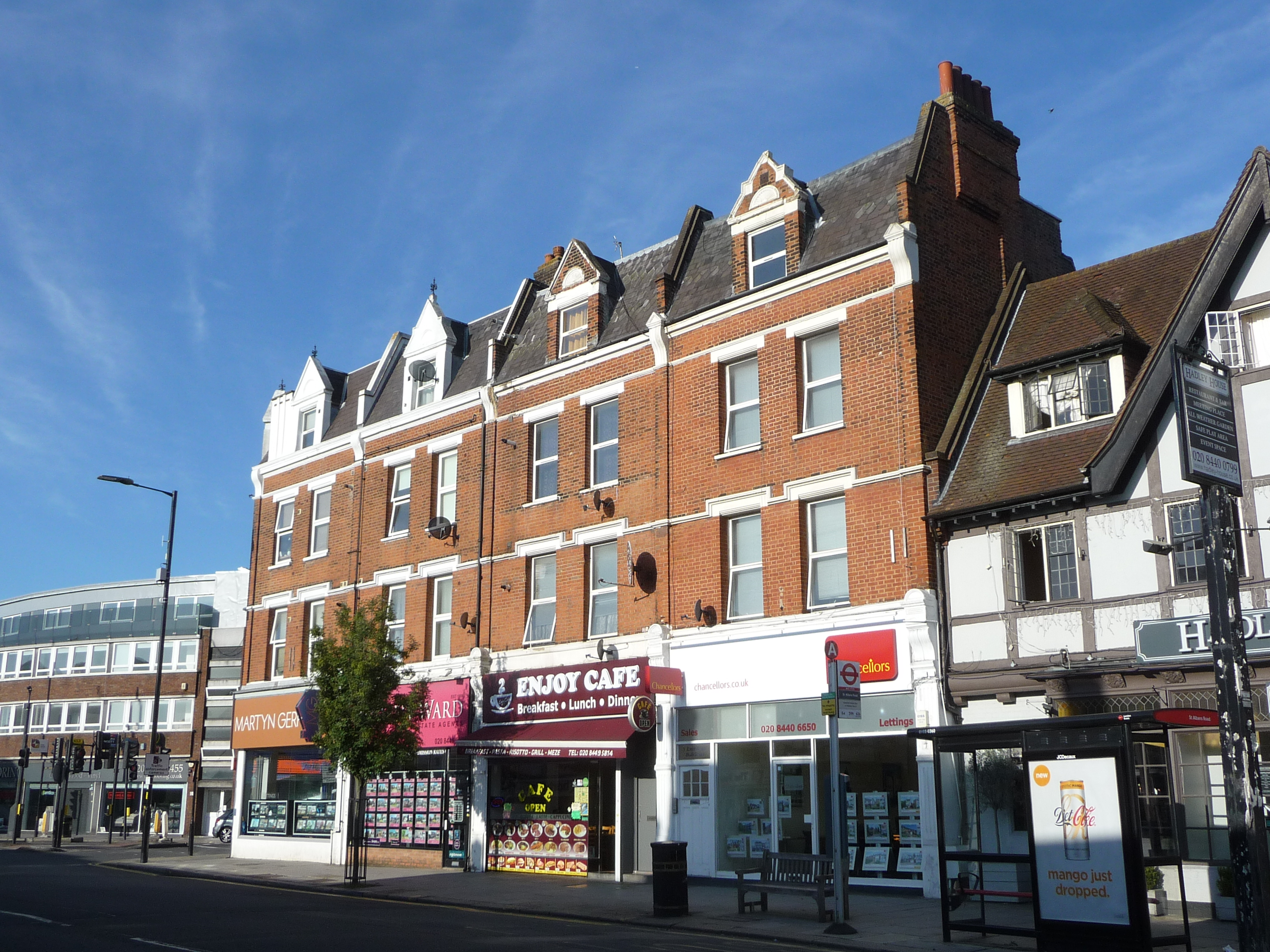
奇平巴尼特高街
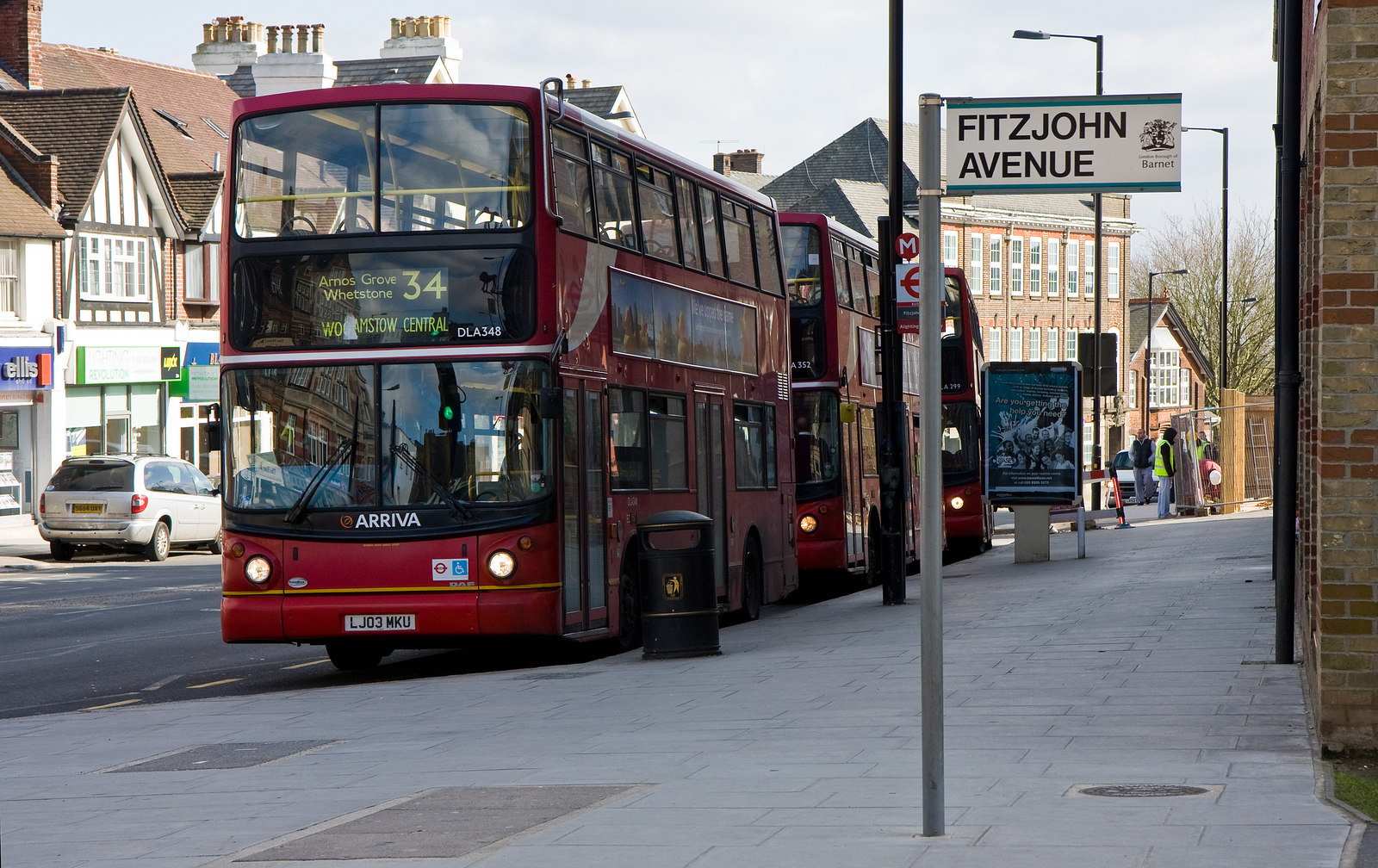
倫敦巴士34號位於奇平巴尼特高街的總站
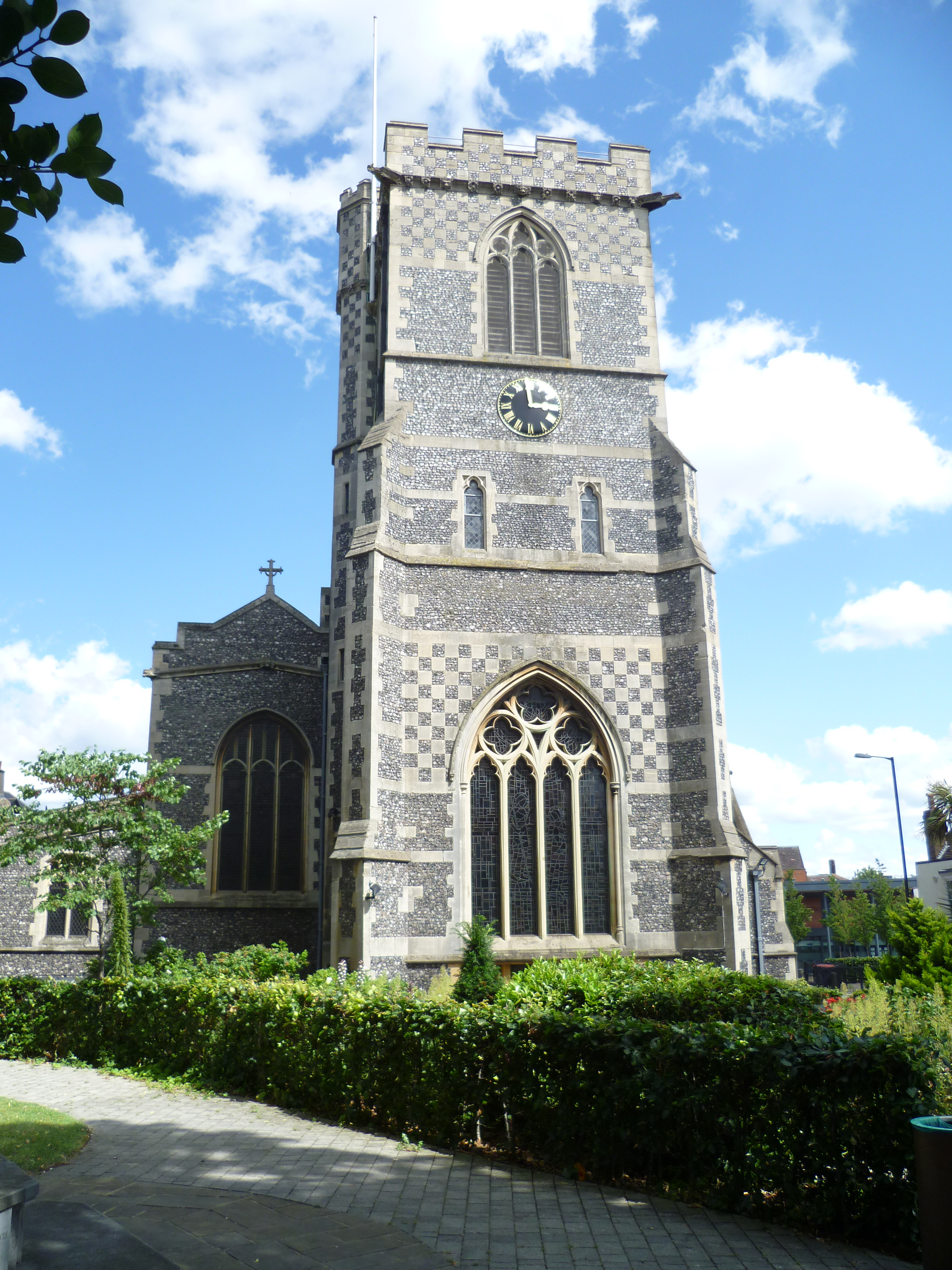
聖約翰浸信宗教堂，奇平巴尼特鎮中心的地標